# 约瑟夫·舒尔茨
约瑟夫·舒尔茨（1909/1910年—1941年7月20日），第二次世界大战期间，驻扎在德占塞尔维亚的第714步兵师的德国士兵。传说，他于1941年7月20日因拒绝参加处决游击队员而被德军处决。南斯拉夫1973年短片《约瑟夫·舒尔茨》便是基于此事创作。然而，在德国最高统帅部的记录中，他死于1941年7月19日的战斗，因此传说的真实性收到质疑。